# Uelzechtkanal
Der Uelzechtkanal ist ein regionaler Fernsehsender in Luxemburg, der im März 1996 den Sendebetrieb aufnahm. Der Uelzechtkanal berichtet über Esch-sur-Alzette und ist über die luxemburgischen Kabelnetze empfangbar oder terrestrisch über Tele Letzemburg (RTL) über DVB-T und DVB-T2. Betrieben wird der Fernsehsender hauptsächlich von Schülern und Lehrern des Lycée de Garçons Esch-sur-Alzette.